# Lista de deputados estaduais do Acre da 11.ª legislatura
Esta é a lista de deputados estaduais do Acre para a legislatura 2003–2007. Nas eleições, foram eleitos 24 deputados.

## Composição das bancadas
| Partido | Líder                    | Bancada | Posição      |
| ------- | ------------------------ | ------- | ------------ |
| PT      | Raimundo Angelim         | 5 / 24  | Governo      |
| PPB     | José Bestene             | 2 / 24  | Oposição     |
| PCdoB   | Edvaldo Magalhães        | 2 / 24  | Governo      |
| PMN     | Sérgio Petecão           | 2 / 24  | Governo      |
| PMDB    | Antônia Sales            | 2 / 24  | Oposição     |
| PSDB    | Helder Paiva             | 2 / 24  | Oposição     |
| PL      | Nilson Areal             | 2 / 24  | Governo      |
| PSDC    | José Luís Schafer (Tchê) | 2 / 24  | Governo      |
| PDT     | Roberto Barros Filho     | 1 / 24  | Independente |
| PFL     | José Vieira de Farias    | 1 / 24  | Oposição     |
| PSC     | Delinho Lima             | 1 / 24  | Oposição     |
| PPS     | Tarcísio Pinheiro        | 1 / 24  | Independente |
| PSB     | Antônio Delorgem         | 1 / 24  | Independente |

## Deputados Estaduais
| Número | Deputados estaduais eleitos      | Partido | Votação | Percentual | Cidade onde nasceu   | Unidade federativa |
| 13131  | Raimundo Angelim                 | PT      | 6.266   | 2,25%      | Tarauacá             | Acre               |
| 13121  | Ronald Polanco Ribeiro           | PT      | 4.958   | 1,78%      | Brasiléia            | Acre               |
| 13630  | Naluh Maria Lima Gouvêia         | PT      | 4.865   | 1,74%      | Feijó                | Acre               |
| 11106  | José Bestene                     | PPB     | 4.545   | 1,63%      | Brasiléia            | Acre               |
| 65123  | Edvaldo Magalhães                | PCdoB   | 4.479   | 1,61%      | Cruzeiro do Sul      | Acre               |
| 11115  | José Elson Santiago de Melo      | PPB     | 4.024   | 1,44%      | Cruzeiro do Sul      | Acre               |
| 13999  | Fernando Melo da Costa           | PT      | 3.829   | 1,37%      | Cruzeiro do Sul      | Acre               |
| 33123  | Sérgio Petecão                   | PMN     | 3.586   | 1,28%      | Rio Branco           | Acre               |
| 15122  | Antônia Sales                    | PMDB    | 3.516   | 1,26%      | Rio Branco           | Acre               |
| 12345  | Roberto Barros Filho             | PDT     | 3.304   | 1,18%      | Rio Branco           | Acre               |
| 45678  | Helder Cotta Paiva               | PSDB    | 3.250   | 1,16%      | Tarauacá             | Acre               |
| 65789  | Moisés Diniz Lima                | PCdoB   | 3.072   | 1,10%      | Cruzeiro do Sul      | Acre               |
| 45121  | Luiz Gonzaga Alves               | PSDB    | 3.051   | 1,09%      | Cruzeiro do Sul      | Acre               |
| 25555  | José Vieira de Farias            | PFL     | 2.935   | 1,05%      | Sena Madureira       | Acre               |
| 13222  | Valmir Gomes Figueredo           | PT      | 2.909   | 1,04%      | Marechal Thaumaturgo | Acre               |
| 22222  | Nilson Roberto Areal de Almeida  | PL      | 2.739   | 0,98%      | Sena Madureira       | Acre               |
| 33144  | Luiz Gonzaga Calixto Neto        | PMN     | 2.718   | 0,97%      | Tarauacá             | Acre               |
| 27777  | José Luís Schafer                | PSDC    | 2.684   | 0,96%      | Humaitá              | Rio Grande do Sul  |
| 20555  | Manoel José Nogueira Lima        | PSC     | 2.625   | 0,94%      | Rio Branco           | Acre               |
| 15120  | Francisco das Chagas Romão       | PMDB    | 2.587   | 0,93%      | Xapuri               | Acre               |
| 23777  | José Tarcísio Medeiros de Moraes | PPS     | 2.168   | 0,77%      | Porto Acre           | Acre               |
| 22555  | Hélio Lopes da Silva             | PL      | 2.156   | 0,77%      | Senador Guiomard     | Acre               |
| 27444  | Francisco de Oliveira Viga       | PSDC    | 2.100   | 0,75%      | Cruzeiro do Sul      | Acre               |
| 40500  | Antônio Delorgem Neris Campos    | PSB     | 1.642   | 0,59%      | Brasiléia            | Acre               |